# Aegeria
Aegeria är ett släkte av fjärilar. Aegeria ingår i familjen glasvingar.

## Dottertaxa tillAegeria, i alfabetisk ordning[1]
- Aegeria aemula
- Aegeria aericincta
- Aegeria agathiformis
- Aegeria albocingulata
- Aegeria alenicum
- Aegeria alleri
- Aegeria americana
- Aegeria anonyma
- Aegeria arctica
- Aegeria asamaiensis
- Aegeria asiana
- Aegeria astyarcha
- Aegeria aulograpta
- Aegeria biannulata
- Aegeria caeruleonitens
- Aegeria californicum
- Aegeria chlorothyris
- Aegeria chrysonympha
- Aegeria chrysoptera
- Aegeria citrura
- Aegeria corporalis
- Aegeria cryptica
- Aegeria culex
- Aegeria culiciformis
- Aegeria cyanospira
- Aegeria dasypodiformis
- Aegeria depuiseti
- Aegeria dyari
- Aegeria erythrogama
- Aegeria ferox
- Aegeria flavicollis
- Aegeria flavitibia
- Aegeria flavocingulata
- Aegeria fulvipes
- Aegeria gaderensis
- Aegeria gallivorum
- Aegeria geliformis
- Aegeria gloriosa
- Aegeria gravesi
- Aegeria hadassa
- Aegeria hospes
- Aegeria ignicolle
- Aegeria koebelei
- Aegeria laphriaeformis
- Aegeria laticivora
- Aegeria leptomorpha
- Aegeria mandarina
- Aegeria marica
- Aegeria melanocephala
- Aegeria melanoformis
- Aegeria melli
- Aegeria mercatrix
- Aegeria minimum
- Aegeria molybdoceps
- Aegeria monogama
- Aegeria montelliella
- Aegeria nautica
- Aegeria oberthuri
- Aegeria ommatiaeformis
- Aegeria pacificum
- Aegeria palustris
- Aegeria peltata
- Aegeria pistarcha
- Aegeria przewalskii
- Aegeria pugnax
- Aegeria pyri
- Aegeria refulgens
- Aegeria repanda
- Aegeria rhynchioides
- Aegeria rubripalpis
- Aegeria rubrofascia
- Aegeria sangaica
- Aegeria santanna
- Aegeria schwarzi
- Aegeria scitula
- Aegeria scribai
- Aegeria seminole
- Aegeria shugnana
- Aegeria sigmoidea
- Aegeria stenothyris
- Aegeria stomoxyformis
- Aegeria subaerea
- Aegeria tetranoma
- Aegeria theobromae
- Aegeria thynniformis
- Aegeria tibiale
- Aegeria timur
- Aegeria triannulata
- Aegeria trithyris
- Aegeria uranauges
- Aegeria votaria
- Aegeria xanthopyga
- Aegeria yezoensis